# Університет Ріккьо
Університет Ріккьо (яп. 立教大学), також відомий як Університет святого Пола, є приватним університетом, заснованим на кошти християнських громад Токіо.

## Історія
Університет було засновано у 1874 році Ченнінгом Вільямсом — місіонером Єпископської церкви Сполучених Штатів. Зараз це — найбільший англіканський університет у Японії.

## Інфраструктура
Головну бібліотеку було зведено 1918 року, вона містить близько 300000 примірників (головним чином, це японські книги, журнали та періодичні видання). Університетське містечко має ще три бібліотеки: Бібліотека соціальних наук, Гуманітарна бібліотека та Природнича бібліотека.

## Визначні дати
Щороку у листопаді Університет запрошує відвідувачів на Фестиваль святого Пауля. Студенти готують страви та розваги для інших студентів, випускників та членів місцевої громади. Під час цієї триденної події обирають містера та міс Ріккьо.

## Спортивні змагання
Команда Ріккьо з бейсболу бере участь у професійній лізі Токіо. За свою історію вони виграли 12 чемпіонатів Ліги.

## Відомі випускники
- Хіроші Сугімото — фотограф
- Сіндзі Аояма — режисер
- Тошіо Готьо — режисер
- Томоко Хонда — телевізійний диктор
- Рійо Ікебе — актор
- Фукузо Івасакі — підприємець
- Кіоші Куросава — режисер
- Сінкічі Мітсумуне — композитор
- Міно Монта — радіо- та телевізійний диктор
- Татсуя Морі — режисер документального кіно
- Юка Мураяма — літератор
- Шігео Нагасіма — бейсболіст і тренер
- Йоко Ногіва — акторка
- Масаюкі Суйо — режисер
- Кацухіто Тадано — бейсболіст
- Юсуке Хатано — банкір
- Юн Тонг-Ю — Поет

## Почесні члени
- Роберт Хоук — Прем'єр-міністр Австралії